# Девід О'Коннор (вершник)
Девід О'Коннор (англ. David O'Connor, 18 січня 1962) — американський вершник.
Олімпійський чемпіон 2000 року в індивідуальному триборстві, срібний призер 1996 року в командному триборстві, бронзовий призер 2000 року в командному триборстві.
Переможець Панамериканських ігор 1999 року в командному триборстві, срібний призер 1999 року в індивідуальному триборстві.
Чемпіон світу з триборства 2002 року в командному триборстві.
Бронзовий призер Всесвітніх ігор з кінного спорту 1998 року в командному триборстві.